# Die Mannequin
Die Mannequin war eine Alternative-Rock-Band aus Toronto, Kanada.

## Geschichte
Die Band wurde von Care Failure (bürgerlicher Name Caroline Kawa) gegründet, nachdem ihre Eltern sie mit sechzehn Jahren vor die Tür gesetzt hatten. 2006 erschien ihre erste EP How to Kill, die sie noch alleine einspielte. Bei der Produktion halfen ihr Jesse F. Keeler und Al-P von MSTRKRFT. Noch im gleichen Jahr kamen Schlagzeuger Pat. M und Bassist Ethan Deth von The Big Dirty Band zur Band. Letzterer wird kurze Zeit später durch Anthony Bleed von Kill Cheerleader ersetzt. Es folgte die erste Tour im Vorprogramm von Guns N’ Roses. Im Sommer 2006 unterschrieb die Band zwar einen Plattenvertrag bei EMI, gründete aber wenig später unter dem Dach von Warner Music Kanada das eigene Plattenlabel How To Kill Music.
2007 veröffentlichte die Band die EP Slaughter Daughter, auf der jeweils zwei Stücke von Ian D’Sa von Billy Talent und zwei von Junior Sanchez produziert wurden. Neben den bisherigen Veröffentlichungen der Band fanden sich auf der 2008er Kompilation Unicorn Steak auch eine Coverversion von Hand in Hand von den Beatsteaks. Im September 2009 erschien Die Mannequins erstes Album namens Fino & Bleed. Danach ging die Band im Vorprogramm von Marilyn Manson auf Tour durch Kanada.
Am 30. März 2023 wurde berichtet, dass Caroline Kawa (Care Failure) im Alter von 36 Jahren gestorben sei.

## Diskografie
- 2006: How to Kill (EP)
- 2007: Slaughter Daughter (EP)
- 2008: Unicorn Steak (EP)
- 2009: Bad Medicine (Single)
- 2009: Fino + Bleed (Album)
- 2012: Danceland (EP)
- 2014: Neon Zero (Album)